# 大保加利亚

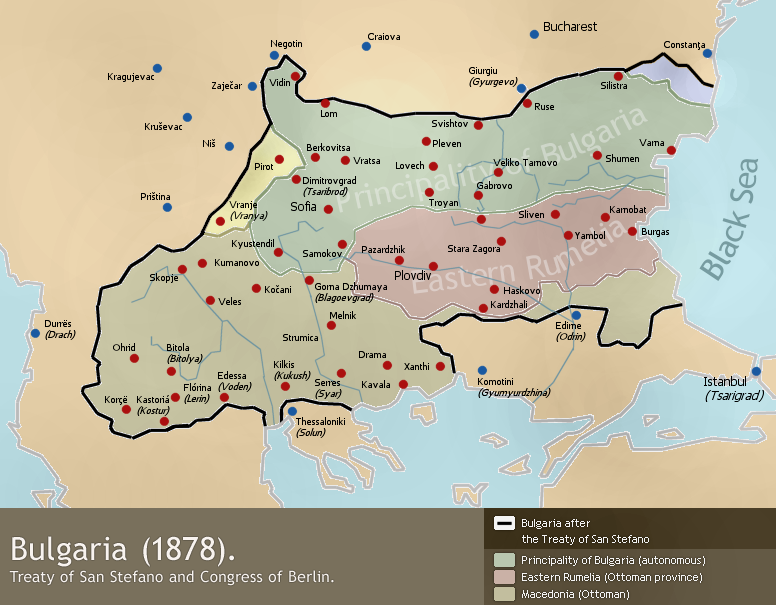
保加利亚公国1878年的国境

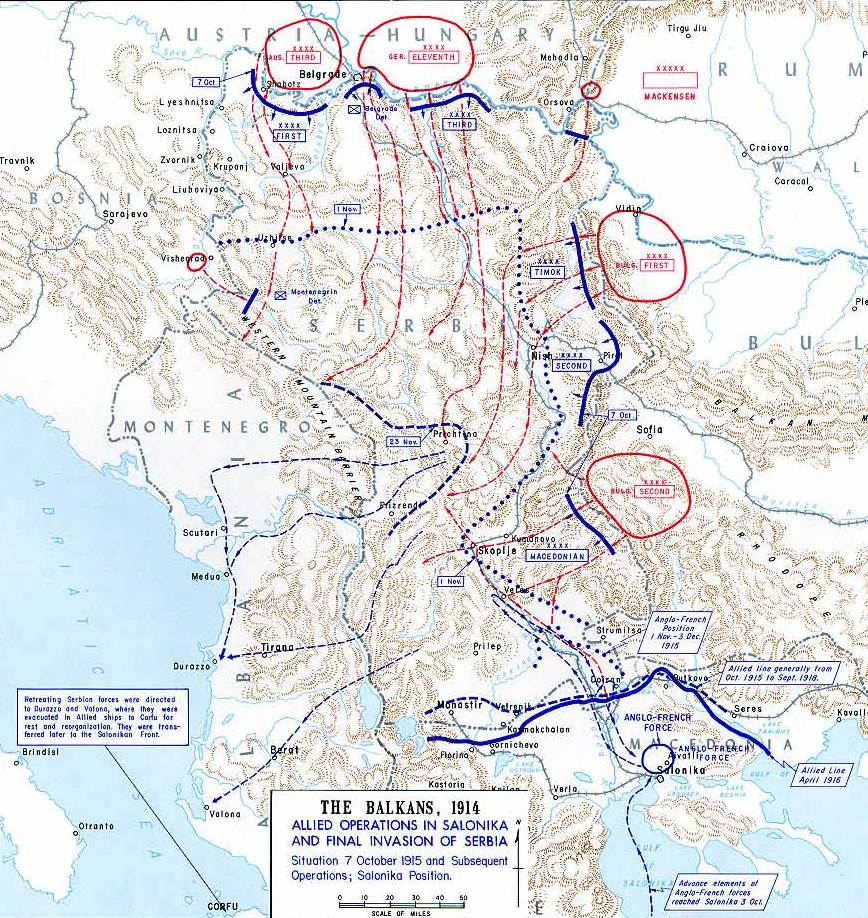
第一次世界大战中保加利亚为获得马其顿而拟定的对塞尔维亚的攻击计划

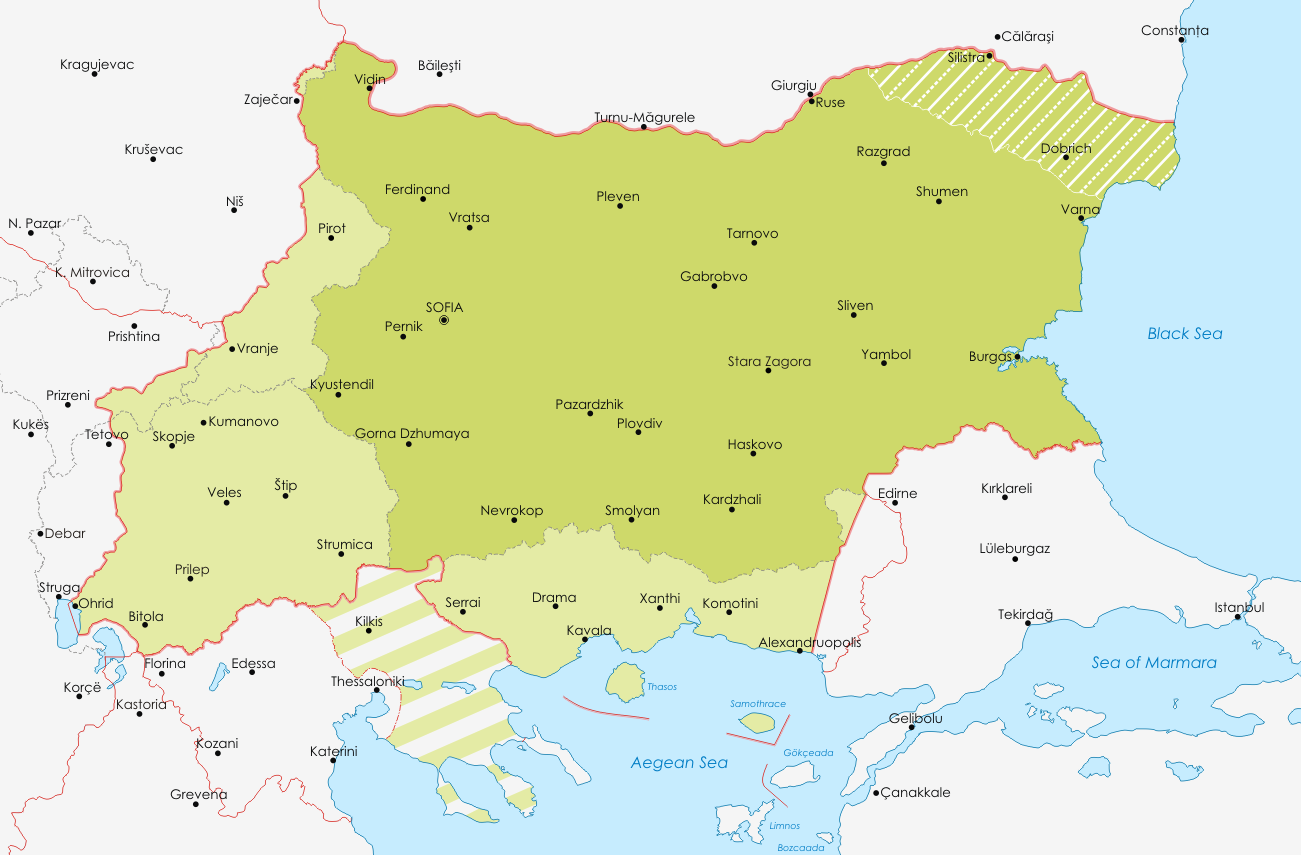
第二次世界大战期间的保加利亚行政区划

大保加利亚（羅馬化：Velika Balgariya）是指保加利亞歷史上的領土和一种保加利亚民族统一主义思想，旨在恢复保加利亚的历史最大疆域。其认为包括了多瑙河到巴尔干山脉之间的平原、南北多布罗加、索菲亚地区、皮罗特、弗拉涅、北色雷斯、东色雷斯部分地区、马其顿的几乎全部等地区都應該是保加利亞的領土。
大保加利亚与拜占庭帝國時期在亞速海北部存在保加利亞人居住地區的老大保加利亚之间没有关系。

## 歷史
保加利亞對馬其頓地區的統治和爭論可以追溯到保加爾人侵略巴爾幹半島。在7世紀時，庫伯爾（Кубер）開始統治馬其頓地區。
大保加利亞的概念是以聖斯泰法諾條約的內容為基礎而提倡的。民族統一主義和民族主義的議論自1878年圣斯特凡諾條約簽訂，保加利亞大公國誕生以來日益顯著。不過，在柏林會議之後，新生保加利亞的部份領土被交給奧斯曼帝國。之後設立了以將交給奧斯曼帝國的土地再次從奧斯曼帝國分離，和保加利亞統合為目的的馬其頓內部革命組織。其活動到一戰，保加利亞王國加入了同盟國，1915年至1918年將其領土達致頂峯。保加利亞軍隊佔領了塞爾維亞的馬其頓地區、塞尔维亚東部、羅馬尼亞的康斯坦察縣和圖爾恰縣，更攻占其首都布加勒斯特， 並且在馬其頓戰役中， 一度逼近希臘的塞薩羅尼基， 但隨著德意志帝國戰敗，保加利亞亦被協約國肢解。到了二戰，保加利亞加入軸心國，再次擴張其領土建大保加利亞，在1941年南斯拉夫戰役再次佔領了馬其頓地區及少部份的塞尔维亚東部，但在希臘戰役，只獲得了西色雷斯地區，塞薩洛尼基由盟國納粹德國托管。隨著納粹德國的戰敗，保加利亞在1944年9月被蘇聯佔領，並建立了共產政權保加利亞人民共和國，而「大保加利亞主義」才消失在保加利亞。